# Igor Kurbanov
Igor Igorevich Kurbanov (tiếng Nga: Игорь Игоревич Курбанов; sinh ngày 7 tháng 10 năm 1993) là một hậu vệ bóng đá người Nga hiện tại thi đấu cho FC Pskov-747.

## Sự nghiệp câu lạc bộ
Anh có màn ra mắt tại Russian Second Division cho FC Pskov-747 vào ngày 26 tháng 7 năm 2012 trong trận đấu với FC Rus Sankt Peterburg.